# غرام راقصة (فلم)
غرام راقصة فيلم مصري تم إنتاجه عام 1950 .

## قصة الفيلم
مدحت وسهير مطربان يحبان بعضهما ويعملان كومبارس في فرقة استعراضية يملكها المطرب بطاطا، ويعمل بها صديقيهما قمع وقلاووظ وبطلة الفرقة هي الراقصة قدرية التي ترافق الرجال بلا تحفظ، حسن بطل رفع الأثقال ترافقه لأنه قوى، وترافق حنظل لأنه ينفق عليها ويدفع إيجار الشقة.وأعجبت بمدحت وقررت أن تتزوجه ورسمت الخطة مع خادمتها زينب بالتخلص أولا من حنظل، ثانيا لتبعد سهير عن مدحت، تم لقدريه ما أرادت وأصبح مدحت مطربا مشهورا وأمدته بالمال وسيارة جديدة ودعته للاحتفال بنجاحه وشرب الخمر ففقد الوعى لتنقله لشقتها، وألبسته ملابسها ونام في سريرها، فأدعت أنه أفقدها عذريتها وطلبت منه أن يصحح غلطته بالزواج، فأشترط عليها عدم قطع علاقته بسهير وتزوجها سرا وتزوج من سهير التي أخبرتها قدرية فيما بعد بأنها زوجة مدحت فتخلص منها بالطلاق ولكن سهير لم تغفر له وطردته من حجرتها، فنام في السطوح وأصيبت رئته بإلتهاب شديد خاف مدحت من الموت فطلب من الطبيب الذي يستعد للسفر إلى فلسطين للاشتراك في الحرب ان يحمل معه خطاب منه موجه إلى سهير ليرسله إليها من هناك لتعلم بتواجده في فلسطين ولكن الطبيب مات بالحرب وتشوه وجهه، ووجد الخطاب في ملابسه فظنو أنه مدحت وأرسلوا الخطاب إلى سهير ليعلم الجميع أن مدحت قد مات.
```
أنجبت قدريه طفلا من مدحت وتركته لسهير لتتفرغ لرقصها، عاد مدحت بعد شفاءه وفكرت سهير ان تبتعد ليتربى الطفل بين والديه، ولكن قلاووظ تنكر في شخصية 
مخرج
 من 
إسبانيا
 وقمع 
مترجمه
 الخاص وأقنعا قدرية ببطولة فيلم في إسبانيا بأجر مغرى مليون جنيه بشرط ان تكون خالية وحصلوا على تنازل منها عن الطفل لوالده مدحت، وقاما بتوصيلها للطائرة حيث سافرت لأسبانيا، وعادت سهير لمدحت ومعهم الطفل.
[
1
]
```

## الممثلين
محمد فوزي مدحت
نور الهدى سهير
تحية كاريوكا قدرية
عبد السلام النابلسي حنطل
زينات صدقي زينب
محمود شكوكو قمع
حسن فايق قلاووظ
محمد البكار بطاطا
مختار حسين
فرج النحاس
عبد الرحيم الزرقاني الطبيب